# Reynier van Gherwen
Reynier van Gherwen, né vers 1620 et mort en février 1662, est un peintre néerlandais.

## Biographie
Reynier van Gherwen a été un élève de Rembrandt.
Peintre de scène de genre, de portraits et de scènes religieuses, il a été actif à Leyde puis La Haye en 1659, où il a fait partie de la confrérie Pictura.
Gherwen est mort à Leyde en 1662.